# Chinesischer Name
Ein chinesischer Name (chinesisch 中文名, Pinyin zhōngwénmíng, auch: 漢名 / 汉名,  hànmíng – „Han-Name“) besteht aus einem Familiennamen (姓氏,  xìngshì, kurz: 姓,  xìng – „Nachname“), meist einsilbig, seltener zweisilbig, dem ein Vorname (名字,  míngzi, kurz: 名,  míng – „Name“) folgt, welcher sowohl ein- als auch zweisilbig sein kann. Die Familiennamen stammen von den Clannamen des alten China ab, der persönliche Name kann aus den Grundelementen des Wortschatzes fast frei gebildet werden und transportiert oftmals eine von den Namensgebern gewollte Bedeutung.

## Familiennamen
Unter den chinesischen Familiennamen (chinesisch 姓, Pinyin xìng, auch: Clanname, Sippenname) versteht man einen der über siebenhundert Familiennamen, die von den Han-Chinesen benutzt werden und die darüber hinaus bei sinisierten Nationalitäten Chinas in Verwendung sind. Der Familienname wird in der chinesischen Gesellschaft traditionell vom Vater an die Kinder weitergegeben. Nach heutigem Namensrecht der Volksrepublik China haben die Eltern jedoch formal Wahlfreiheit, ihrem Kind den Familiennamen des Vaters oder der Mutter zu geben. Diese Wahl kann jederzeit geändert werden, auch durch das Kind selbst, wenn es volljährig ist. Üblicherweise übernehmen Kinder den Familiennamen ihrer Mutter aber nur, wenn die Ehe geschieden wurde und das Kind bei der Mutter bleibt. Wird jemand adoptiert, so bekommt er in der Regel den Familiennamen des Adoptivvaters.
Chinesische Frauen behalten normalerweise ihren Geburtsnamen, nachdem sie geheiratet haben. Manchmal wird der Familienname des Mannes vor den eigenen Familiennamen gestellt. So heißt die frühere Vorsitzende der Verwaltung Hongkong und spätere Abgeordnete Anson Chan, auf Chinesisch mit Doppelnamen (雙姓 / 双姓,  shuāngxìng – „Doppelfamilienname“) „Chan Fong“ (陳方 / 陈方), ihr voller chinesischer Name lautet CHAN FONG On-sung (陳方安生 / 陈方安生), wobei Fong  (方) der Geburtsname (ugs. „Mädchenname“) ist. Bis in das frühe 20. Jahrhundert war es üblich, dass eine Frau bei ihrer Heirat den Familiennamen des Mannes übernahm und als neuen Vornamen ihren Geburtsnamen mit einem nachgestellten Shì (氏) erhielt (mit der Bedeutung „aus der Familie“ oder „geborene“).
Obwohl es über 700 chinesische Familiennamen gibt, teilen sich die meisten Chinesen nur etwa 20 sehr häufig vorkommende Namen.
Daneben war es in der chinesischen Kaiserzeit üblich, dass die chinesischen Kaiser ihren Familiennamen an ihre Untergebenen weitergaben, um sie zu befördern. Mit der Ausnahme von Kaisern, die nicht den Han-Chinesen angehörten, hatten die chinesischen Kaiser ganz normale Familiennamen – nicht so wie in Europa, wo man den Adelsstand schon aus dem Familiennamen ablesen konnte. So hießen alle Kaiser der Han-Dynastie Liú (劉 / 刘), und alle Kaiser der Ming-Dynastie hießen Zhū (朱).
Dies war das Ergebnis der chinesischen Kaisertheorie, nach welcher ein gewöhnlicher Bürger das Mandat des Himmels bekommen konnte und somit zum Kaiser ausgerufen werden konnte. Wer Kaiser wurde, behielt dann aber seinen eigentlichen Familiennamen.
Daneben, und auch das unterscheidet China von Europa, verlor die gesamte Familie des Kaisers die Macht, wenn das Kaisergeschlecht abgelöst wurde. Somit war die Weitergabe des Familiennamens durch die Kaiser an die Untertanen auch ein Mittel, letztere an sich zu binden.
Als Folge der Praxis, dass der Kaiser seinen Familiennamen an seine Untertanen weitergab, um sie zu befördern, gab es sehr viele Menschen mit dem gleichen Namen wie dem des Kaisers, jedoch ohne Verwandtschaftsbeziehung zu ihm oder der Kaiserfamilie.
Es gibt in der Verbindung mit Familiennamen einige komplexe Traditionen, die in der Regel etwas mit der Ehrerbietung gegenüber den Vorfahren zu tun haben. Zum Beispiel gibt es in Taiwan einen Clan mit dem sogenannten zweifachen Liao als Familiennamen. Die Geschichte dazu ist, dass einer der Vorfahren dieses Clans adoptiert wurde und deshalb den Familiennamen Liao bekam. Zur Ehre seiner Vorfahren wollte er aber unter dem Namen Chen begraben werden. Bis heute wird von seinen Nachfahren der Familienname Liao benutzt, so lange sie leben, sie werden jedoch als Chen begraben. Diese Tradition ähnelt ein wenig den deutschen Genanntnamen.
In einigen Regionen ist es nicht möglich, dass Leute mit gewissen gleichen Familiennamen heiraten. Andererseits gibt es Gegenden, wo Leute mit gewissen Familiennamen nicht als verwandt gelten. In der Regel heiraten aber auch dort Menschen mit gleichem Familiennamen nicht.
Die meisten Familiennamen sind einsilbig und bestehen demzufolge auch nur aus einem Zeichen. Von den ursprünglich etwas über 60 zweisilbigen Familiennamen (複姓 / 复姓,  fùxìng – „Familienname aus mehreren Zeichen“) haben es etwa 20 bis in die moderne Zeit geschafft. Die bekannteren davon sind Sīmǎ (司馬 / 司马), Zhūgé (諸葛 / 诸葛), Ōuyáng (歐陽 / 欧阳, häufig als O’Young transkribiert), und Sītú (司徒, nach kantonesischer Umschrift: Szeto). Es gibt daneben Familiennamen mit drei oder vier Zeichen (Silben), wobei es sich dann in der Regel um Nicht-Han-Namen handelt, also beispielsweise mandschurische oder mongolische Namen. Àixīnjuéluó (愛新覺羅 / 爱新觉罗) ist ein Beispiel dafür, häufig auch als Aisin Gioro aus der mandschurischen Sprache umschrieben; das war der Familienname der Kaiser in der von Mandschuren gegründeten Qing-Dynastie.
Nicht alle Familiennamen sind gleich verbreitet. So sind einige Namen im Norden sehr verbreitet, im Süden aber kaum anzutreffen. Der Name Xiāo (蕭 / 萧) ist in Hongkong selten zu hören. Chén (陳 / 陈) ist dafür in Taiwan sehr häufig. Der Name Fāng (方) ist in Südchina sehr verbreitet und ist der gebräuchlichste Name in der Chinatown von San Francisco.

### Tabelle mit den häufigsten Namen (Familiennamen)
Die folgende Tabelle listet die 60 häufigsten Namen in ihrer hochchinesischen und kantonesischen Umschrift auf.
|    | Zeichen | Zeichen | Hochchinesisch | Hochchinesisch | Hochchinesisch | Kantonesisch     | Kantonesisch            | Kantonesisch | Andere Dialekte |
| T. | V.      | Pinyin  | W.G.1          | Andere         | Jyutping       | Yale2 / Penkyamp | Andere                  |              | Andere Dialekte |
| -- | ------- | ------- | -------------- | -------------- | -------------- | ---------------- | ----------------------- | ------------ | --------------- |
| 1  | 王      | 王      | Wáng           | Wang           |                | Wong4            | Wòhng (Wong4) / Wong    | Vong         | Ong, Heng       |
| 2  | 陳      | 陈      | Chén           | Ch'en (Chen)   | Chern          | Can4             | Chàhn (Chan4) / Cen     | Chun         | Tan, Ding       |
| 3  | 李      | 李      | Lǐ             | Li             | Lee            | Lei5             | Léih (Lei5) / Léy       | Lee          | Ly, Le          |
| 4  | 張      | 张      | Zhāng          | Chang          |                | Zoeng1           | Jēung (Jeung1) / ?      | Cheung       |                 |
| 5  | 劉      | 刘      | Liú            | Liu            | Liou           | Lau4             | Làuh (Lau4) / Lau       | Liao         |                 |
| 6  | 楊      | 杨      | Yáng           | Yang           |                | Joeng4           | Yèuhng (Yeung4) / ?     |              |                 |
| 7  | 黃      | 黄      | Huáng          | Huang          | Hwang          | Wong4            | Wòhng (Wong4) / Wong    |              | Vong            |
| 8  | 吳      | 吴      | Wú             | Wu             | Woo            | Ng4              | Ng̀h (Ng4) / ?           |              |                 |
| 9  | 林      | 林      | Lín            | Lin            |                | Lam4             | Làhm (Lam4) / ?         | Lum          | Lim             |
| 10 | 周      | 周      | Zhōu           | Chou           | Joe            | Zau1             | Jàu (Jau1) / ?          | Chow         |                 |
| 11 | 葉      | 叶      | Yè             | Yeh            |                | Jip6             | Yihp (Yip6) / Yib       | Yap          | Ip              |
| 12 | 趙      | 赵      | Zhào           | Chao           |                | Ziu6             | Jiuh (Jiu6) / ?         | Chiu         |                 |
| 13 | 呂      | 吕      | Lǚ             | Lü (Lu)        |                | Leoi5            | Léuih (Leui5) / ?       | Lui          |                 |
| 14 | 徐      | 徐      | Xú             | Hsü (Hsu)      |                | Ceoi4            | Chèuih (Cheui4) / ?     | Tsui         |                 |
| 15 | 孫      | 孙      | Sūn            | Sun            | Suen           | Syun1            | Syùn (Syun) / Sün       |              |                 |
| 16 | 朱      | 朱      | Zhū            | Chu            |                | Zyu1             | Jyù (Jyu1) / ?          | Chue         | Gee, Ju         |
| 17 | 高      | 高      | Gāo            | Kao            |                | Gou1             | Gòu (Gou1) / Ko         | Go           |                 |
| 18 | 馬      | 马      | Mǎ             | Ma             |                | Maa5             | Máh (Ma5) / ?           | Mah          |                 |
| 19 | 梁      | 梁      | Liáng          | Liang          |                | Loeng4           | Lèuhng (Leung4) / Leong | Lang         |                 |
| 20 | 郭      | 郭      | Guō            | Kuo            |                | Gwok3            | Gwok (Gwok3) / Gwôg     | Kwok         |                 |
| 21 | 何      | 何      | Hé             | Hê (He)        |                | Ho4              | Hòh (Ho4) / Ho          |              |                 |
| 22 | 鄭      | 郑      | Zhèng          | Cheng          | Jehng          | Zeng6            | Jehng (Jeng6) / Cheng   |              |                 |
| 23 | 胡      | 胡      | Hú             | Hu             |                | Wu4              | Wùh (Wu4) / Wu          | Woo          |                 |
| 24 | 蔡      | 蔡      | Cài            | Ts'ai (Tsai)   |                | Coi3             | Choi (Choi3) / Choi     | Choy         |                 |
| 25 | 曾      | 曾      | Zēng           | Tseng          | Tzeng          | Zang1            | Jàng (Jang1) / ?        | Tsang        |                 |
| 26 | 佘      | 佘      | Shē            | She            |                | Se4              | Sèh (Se4) / Sheh        |              |                 |
| 27 | 鄧      | 邓      | Dèng           | Teng           |                | Dang6            | Dahng (Dang6) / Tang    | Dung         |                 |
| 28 | 沈      | 沈      | Shěn           | Shen           |                | Sam2             | Sám (Sam2) / Sum        | Shum         |                 |
| 29 | 謝      | 谢      | Xiè            | Hsieh          | Sheih          | Ze6              | Jeh (Je6) / Tse         |              |                 |
| 30 | 唐      | 唐      | Táng           | T'ang (Tang)   |                | Tong4            | Tòhng (Tong4) / Tong    |              |                 |
| 31 | 許      | 许      | Xǔ             | Hsü (Hsu)      |                | Heoi2            | Héui (Heui2) / Hui      |              |                 |
| 32 | 羅      | 罗      | Luó            | Lo             |                | Lo4              | Lòh (Lo4) / Lo          | Law          | Lowe            |
| 33 | 袁      | 袁      | Yuán           | Yüan (Yuan)    |                | Jyun4            | Yùhn (Yun4) / Yuen      |              |                 |
| 34 | 馮      | 冯      | Féng           | Feng           | Ferng          | Fung4            | Fùhng (Fung4) / Fong    |              |                 |
| 35 | 宋      | 宋      | Sòng           | Sung           | Soong          | Sung3            | Sung (Sung3) / ?        | Shung        |                 |
| 36 | 蘇      | 苏      | Sū             | Su             |                | Sou1             | Sòu (Sou1) / So         |              |                 |
| 37 | 曹      | 曹      | Cáo            | Ts'ao (Tsao)   |                | Cou4             | Chòuh (Chou4) / Cho     |              |                 |
| 38 | 陸      | 陆      | Lù             | Lu             |                | Luk6             | Luhk (Luk6) / ?         |              |                 |
| 39 | 麥      | 麦      | Mài            | Mai            |                | Mak6             | Mahk (Mak6) / Mak       | Muk          |                 |
| 40 | 董      | 董      | Dǒng           | Tung           |                | Dung2            | Dúng (Dung2) / Tung     |              |                 |
| 41 | 于      | 于      | Yú             | Yü (Yu)        |                | Jyu4             | Yùh (Yu4) / Yu          |              |                 |
| 42 | 韓      | 韩      | Hán            | Han            |                | Hon4             | Hòhn (Hon4) / Han       |              |                 |
| 43 | 任      | 任      | Rén            | Jen            |                | Jam4             | Yàhm (Yam4) / Yam       | Yum          |                 |
| 44 | 蔣      | 蒋      | Jiǎng          | Chiang         | Chung          | Zoeng2           | Jéung (Jeung2) / Cheung | Chiang       |                 |
| 45 | 顧      | 顾      | Gù             | Ku             |                | Gu3              | Gu (Gu3) / Gu           | Goo          |                 |
| 46 | 鍾      | 钟      | Zhōng          | Chung          |                | Zung1            | Jùng (Jung1) / Chung    |              |                 |
| 47 | 方      | 方      | Fāng           | Fang           |                | Fong1            | Fòng (Fong1) / Fong     |              |                 |
| 48 | 杜      | 杜      | Dù             | Tu             |                | Dou6             | Douh (Dou6) / Do        | To           |                 |
| 49 | 丁      | 丁      | Dīng           | Ting           |                | Ding1            | Dìng (Ding1) / Ding     | Ting         |                 |
| 50 | 姚      | 姚      | Yáo            | Yao            |                | Jiu4             | Yìuh (Yiu4) / Yao       |              |                 |
| 51 | 潘      | 潘      | Pān            | P'an (Pan)     |                | Pun1             | Pùhn (Pun4) / ?         | Poon         |                 |
| 52 | 姜      | 姜      | Jiāng          | Chiang         |                | Goeng1           | Gèung (Geung1) / ?      |              |                 |
| 53 | 譚      | 谭      | Tán            | T'an (Tan)     |                | Taam4            | Tàahm (Taam4) / Tam     | Tom          | Hom             |
| 54 | 邱      | 邱      | Qiū            | Ch'iu (Chiu)   | Chiou          | Jau1             | Yàu (Yau1) / ?          |              |                 |
| 55 | 蕭      | 萧      | Xiāo           | Hsiao          |                | Siu1             | Sīu (Siu1) / Siu        |              |                 |
| 56 | 金      | 金      | Jīn            | Chin           | Kim            | Gam1             | Gàm (Gam1) / Kam        | Gum          |                 |
| 57 | 賈      | 贾      | Jiǎ            | Chia           |                | Gaa2             | Gá (Ga2) / Ga           |              |                 |
| 58 | 田      | 田      | Tián           | T'ien (Tien)   |                | Tin4             | Tìhn (Tìn4) / Tin       |              |                 |
| 59 | 崔      | 崔      | Cuī            | Ts'ui (Tsui)   | Tsuei          | Ceoi1            | Chèui (Cheui1) / Cheui  |              |                 |
| 60 | 程      | 程      | Chéng          | Ch'eng (Cheng) |                | Cing4            | Chìhng (Chìng4) / Ching |              |                 |

Anmerkungen zur Tabelle
Unter Andere stehen Umschriften, die schon vor der Vereinheitlichung der Transkriptionssysteme eingeführt worden sind und vor allem von Überseechinesen oder einigen Dialekten verwendet werden. Die diakritischen Zeichen bzw. Tonzahlen (z. B. Wang, Pinyin: Wáng / Wang2, Jyutping: Wong4, Yale: Wòhng / Wong4), welche die Töne angeben, werden in Pässen und ähnlichen offiziellen Dokumenten nicht angegeben.
1. Inoffizielle Versionen der Wade-Giles-Umschrift (ohne diakritische Zeichen) in Klammern. Wade-Giles wird häufig in Taiwan verwendet, um taiwanische Namen zu latinisieren und wird dort oft fälschlicherweise ohne diakritische Zeichen verwendet.
2. Yale-Cantonese-Umschrift mit diakritischen Zeichen und mit Tonnummern in Klammern.

### Die „Alten Hundert Namen“
Es gibt in der chinesischen Sprache den feststehenden Ausdruck die Alten Hundert (Familien-)Namen (老百姓,  lǎobǎixìng – „besser: alten hunderte Familiennamen“), in dem die volkstümliche Vorstellung anklingt, dass das Han-Chinesentum ursprünglich aus genau hundert durch ebenso viele Namen unterschiedenen Familien bestand. Bezeichnet eine Person sich selbst als „lǎobǎixìng“, so ist dies als Bescheidenheitsformel zu verstehen, mit der man sich zwar dem Kernbestand des chinesischen Volkes zurechnet, sich zugleich aber auch als Durchschnittschinesen von geringem Stand und ohne gesellschaftlichen Einfluss bezeichnet. Als Metapher für die Bevölkerung Chinas bedeutet „lǎobǎixìng“ so viel wie im Deutschen „die einfache Bevölkerung“, „der einfache Bürger“, „das allgemeine Fußvolk“, „der Otto-Normalverbraucher“, eine in der Tendenz abschätzige Umschreibung für die Bevölkerung in ihrer Masse, Durchschnittlichkeit und Lenkbarkeit.

## Persönliche Namen
Im Gegensatz zu den begrenzt zur Verfügung stehenden Familiennamen sind die persönlichen Namen míng (名) zahllos, da sie aus Grundelementen des Wortschatzes frei gebildet werden, jedoch mit der Einschränkung, dass es nur ein bis zwei Zeichen sind. Die meisten persönlichen Namen stehen mit den Wünschen der Eltern für ihr Kind in Zusammenhang. Diese Wünsche werden durch Wörter wie „Reichtum“, „langes Leben“ oder durch Anspielungen ausgedrückt. Mit persönlichen Namen wird auch versucht, Einfluss auf das Schicksal zu nehmen. Um dem Kind Glück mitzugeben, werden häufig Namen gewählt, die die Zeichen für Drache lóng (龍 / 龙) oder Phoenix fèng (鳳 / 凤) sowie für Charaktereigenschaften wie dé (德 – „tugendhaft“), yǒng (勇 – „mutig“) oder yǎ (雅 – „elegant“) enthalten. Oft werden auch Namen gewählt, deren Einzelzeichen für Jahreszeiten und Wetter stehen, welche am Geburtstag eines Kindes herrschten. Religiöse Eltern geben ihren Kindern oft Namen wie Fóguāng (佛光 – „Licht Buddhas“). In Taiwan setzen sich allmählich auch Namen von christlichen Heiligen wie Qiáozhì (喬治 / 乔治 – „George, Georg“) und Bǐdé (彼得 – „Peter“) durch.

## Generationsname
In der traditionellen Familie muss der persönliche Name eine Verbindung des Trägers zu seiner Generation innerhalb der Familie herstellen. Alle Personen, die den gleichen Abstand zu dem gemeinsamen Vorfahren haben, tragen dann, je nach Region an erster oder zweiter Stelle, dasselbe Schriftzeichen, den Generationsnamen, in ihrem Namen. Ein altes Tabu verbietet es aber, den Namen eines Vorfahren zu übernehmen.
Um den Gebrauch des Generationennamens zu verdeutlichen, hier ein prominentes Beispiel:
- Mao Zedong
- Mao Zetan
- Mao Zemin

waren Brüder, der Generationsname lautet ze.
Aber auch politische Turbulenzen des letzten Jahrhunderts lassen sich bei Namen vor allem in der Volksrepublik ablesen. Kinder, die in den Jahren nach der Gründung der Volksrepublik geboren wurden, hören häufiger auf Namen, deren Bestandteile „Neu“, „Neues China“, „Aufbau“, (Liebe zum) „Vaterland“ oder ähnliches bedeuten. Während der Kulturrevolution hingegen wurden den Kindern oft Namen gegeben, die Begriffe wie „Rot“, „Revolution“ oder „Soldat“ beinhalteten.
Die wirtschaftlichen Veränderungen in jüngerer Zeit und die Bevölkerungspolitik finden ebenso Niederschlag in der Namensgebung:
- Laidi 來弟 / 来弟 („komm jüngerer Bruder“) nennen einige wenige Bauern ihre erstgeborene Tochter, wenn sie hoffen, dass das nächste Kind ein Junge sein wird.
- Caidian 彩電 / 彩电 (kurz für: cǎisè diànshìjī 彩色電視機 / 彩色电视机,  Farbfernsehgerät) ist der Name eines Bauernsohns, der trotz der Vorschriften der Einkind-Politik geboren wurde. Der Name drückt aus, dass die Strafe für den Zweitgeborenen so hoch war, dass sich seine Eltern für das Geld ein Farbfernsehgerät hätten leisten können.

Im Allgemeinen kann aber in der Volksrepublik ein Rückgriff auf gängige traditionelle Namen beobachtet werden.

### Namensgebung bei Kindern
- Schimpfnamen sind selten und indirekt. Korpulente Jungen werden gerne 小胖,  (Xǐaopàng – „kleiner Dicker“) genannt oder Mädchen, deren Gesicht zu rund ist, 圓圓 / 圆圆,  (Yúanyúan – „rund, rundlich“).
- Durchnummerierung (erste Schwester, zweite Schwester …): Die Durchnummerierung wird nur im Familienkreis verwendet. Der älteste Sohn und die älteste Tochter werden jeweils 大哥,  (Dàgē – „großer Bruder“) bzw. 大姐,  (Dàjiě – „Große Schwester“) genannt. Alle weiteren werden dann mit der 2 beginnend auch 哥 und 姐 genannt. Der jüngste Bruder und die jüngste Schwester sind dann immer 弟弟,  (Dìdi – „kleiner Bruder“) beziehungsweise 妹妹,  (Mèimei – „kleine Schwester“).
- Namensfindung (Bedeutung von Strichzahlen, Astrologischen Aspekten oder politische Namen) ist essentiell bei chinesischen Namen. In Taiwan findet man oft Vornamen wie Dégúo (德國 / 德国 – „Moral des Landes oder auch Moralland = Deutschland“), was dem Träger das Attribut gibt, Moral für sein Land zu sein. Ein anderer politisch geprägter Name ist Gúogūang (國光 / 国光 – „Licht des Landes“), welcher so viel andeutet wie, dass der Träger sein Land stolz macht und das Licht für die hoffnungsvolle Zukunft des Landes steht bzw. als ein leuchtendes Beispiel dem Land dient.
- Kosenamen (Milchnamen) sind bei Babys und Kleinkindern meist der letzte der drei bzw. zwei Namen doppelt mit 小,  (Xiǎo – „klein“) oder einer der beiden Silben des Vornamens bzw. die Silbe des Vornamens mit 阿,  (Ā – „ein Partikel, das als Zeichen der Vertrautheit einem Personennamen vorangestellt wird“) davor. Zum Beispiel wird 黃雲婷 / 黄云婷 (Huáng Yúntíng) zu 婷婷 (Tíngtíng), 小婷 (Xiǎotíng), 阿婷 (Ātíng) oder 阿雲 / 阿云 (Āyún).

## Weitere Namen
Das Namensverständnis ist in China nicht so fest wie im deutschsprachigen Raum, wie oben erwähnte Beispiele von Namen bei Kindern oder Familiennamen und Tempelnamen bei Kaisern zeigen.
- Pseudonyme werden oftmals zum Hauptnamen, ein Wechsel ist durchaus normal, verbreitet insbesondere bei Schriftstellern, oder etwa, um einen geänderten Malstil anzuzeigen.

### Hào(Künstlername, Ehrenname)
Hào (chinesisch 號 / 号, Pinyin hào, W.-G. hào; jap. 号 gō; kor. 호 ho; viet. hiệu), auch biéhào (別號 / 别号) – manchmal biézì 別字 / 别字 – genannt, ist ein Pseudonym, der gewöhnlich als Künstlername oder Ehrenname bezeichnet wird. Er war oft drei oder vier Zeichen lang und ist vermutlich ursprünglich dadurch in Gebrauch gekommen, weil Leute den gleichen Großjährigkeitsnamen zì hatten. Ein hào wurde üblicherweise selbst gewählt und man konnte durchaus mehrere haben. Er hatte keinen Bezug zum Familiennamen míng oder Großjährigkeitsnamen zì des Trägers; eher war er eine sehr persönliche, manchmal ideenreiche Wahl, vielleicht eine Anspielung oder ein seltenes Schriftzeichen enthaltend, wie es beispielsweise einem gebildeten Literaten entspräche. Eine andere Möglichkeit bestand darin, den Namen seiner Residenz als Pseudonym hào zu wählen; so war Su Shis hào Dongpo Jushi (東坡居士 / 东坡居士, d. h. 'Bewohner von Dongpo' ('Östlicher Abhang'), ein Ortsname, wo er während seines Exils den Wohnsitz hatte). Das Pseudonym hào eines Autors wurde auch oft im Titel seiner gesammelten Werke verwendet.

### Zì(Großjährigkeitsname, Volljährigkeitsname)
Zì (chinesisch 字, Pinyin zì, W.-G. tzu; jap. 字, azana; kor. 자, ja), auch Biaozi (表字,  biǎozì,  piao-tzu) genannt, meist als Großjährigkeitsname, Volljährigkeitsname oder Hofname übersetzt, im Englischen auch als Chinese style name oder courtesy name, sind Zweitnamen, die sich in der Kaiserzeit vor allem Männer beim Eintritt ins Erwachsenenalter aneigneten. Dieser Name, welchen sich die Person selbst gibt, leitet sich meistens aus dem Vornamen ab und spiegelt diesen sinngemäß wider. Er ersetzt auch weitgehend den Vornamen, welcher nur den älteren Familienmitgliedern vorbehalten ist, und wird zur Anrede von Gleichaltrigen verwendet. Heute sind Zì unüblich.

### Fǎhào(Dharmaname)
Fǎhào (chinesisch 法號 / 法号, W.-G. fa-hào – „Dharmapseudonym“; jap. 法号, ほうごう hougou), auch als „Dharmaname“, also Name eines buddhistischen Schülers, bekannt, ist ein Name der z. B. ein Mönch bzw. eine Nonne einer buddhistischen Klostergemeinschaft bei der Haarschneidezeremonie, mit der das „Gehen in die Hauslosigkeit“ (出家,  chūjiā, Sanskrit pravrajyā) zelebriert wird, verliehen bekommt. Die allgemeinere Bezeichnung dafür lautet Fǎmíng (法名), jap. auch Hōmyō, (法名, ほうみょう) bzw. Jièmíng (戒名), also „Silaname“, jap. Kaimyō (戒名, かいみょう) genannt. Ein buddhistischer Schüler, also Mönch bzw. Nonne, als auch praktizierender gläubiger Laie mit „Meister-Schüler-Verhältnis“, der „nicht in die Hauslosigkeit geht“, kann mehrere „Dharmanamen“ besitzen. Manche dieser „Dharmanamen“ sind zu Lebzeiten tabuisiert, manche werden erst posthum verliehen, z. B. der Jièmíng, jap. Kaimyō. Zur Anrede verwendet man den Fahào, kurz: Hào. Die (informelle) Bezeichnung Sēng (僧) wird oft zur Kenntlichmachung einem Mönchsnamen nachgestellt.

## Umschriften und Internationalisierungen
Für die Volksrepublik China gilt in der Umschrift der chinesischen Namen das Hanyu Pinyin. Das heißt, der chinesische Name enthält weder Bindestriche noch Aspirationszeichen nach dem Anlaut ('). Der Vorname wird, wenn er zweisilbig ist, zusammengeschrieben. Etwas kompliziert wird es bei Namen, die noch in alten Umschriften in Umlauf gekommen sind. Hier sind dann mehrere Schreibweisen bekannt. Regelkonform ist allerdings nur die Verwendung von Pinyin, die sich auch international immer mehr durchsetzt, da sie mittlerweile von wichtigen Institutionen wie der UNO und der Library of Congress propagiert wird.
- Beispiel: aus Mao Tse-tung wird Mao Zedong, aus dessen Frau Chiang Ch'ing wird Jiang Qing
- Abweichung: statt Sūn Zhōngshān oder Sūn Wén verwendet man international weiter Sun Yat-sen, statt Jiang Jieshi ist immer noch Chiang Kai-shek Maos Widersacher. Hier setzt sich aufgrund des geringen Wiedererkennungswertes des am Hochchinesisch orientierten Pinyin die regelgerechte Umschrift nicht durch, da beide Männer unter der auf ihrer südchinesischen Namensaussprache basierenden Umschrift bekannt sind.

Tatsächlich folgen nicht alle Chinesen diesen einschlägigen Regeln. Die Gründe sind vielfältig. Einerseits waren es historische Gründe, andererseits aber auch persönliche Gründe. Aufgrund der politischen Entwicklung Chinas der letzten 150 Jahre und der territorialen politischen Folgen des Imperialismus zur damaligen Zeit und des Chinesischen Bürgerkrieges im eigenen Land entwickelten sich sprachlich zunächst unterschiedliche Systeme zur Transkription der chinesischen Sprache und Namen ins Lateinische.
So soll sich bei Namen zum einen die regionale Aussprache in der Umschrift niederschlagen und zum anderen auch oft englischsprachige oder christliche Namen eingefügt werden. Letzteres hat hauptsächlich drei Gründe: Erstens sind chinesische Namen für Nichtchinesen oft ungewohnt und in jedweder Form der Umschrift nicht leicht auszusprechen, zweitens ist es einfach schick und verleiht internationales Flair. Außerdem gibt ein internationaler Vorname dem Unkundigen auch im gewissen Grad eine Orientierung, wo sich in dem Buchstabengebilde Vorname und Nachname verstecken.
Zur Verdeutlichung hier beispielhaft der Name des ehemaligen bekannten Hongkonger Sängers und Schauspielers Leslie Cheung (張國榮 / 张国荣) nach kantonesischer Aussprache.
- Cheung, Kwok-wing – Hongkong, offizielle Schreibung, Hong Kong Government Cantonese Romanisation (regierungsinterne amtliche kantonesische Umschrift)
- Zoeng, Gwokwing – Hongkong, inoffizielle Schreibung, Jyutping

Wenn man den westlichen und den chinesischen Namen zusammenschreibt, sind folgende Varianten möglich:
- Cheung Kwok-wing, Leslie – Hongkong, offizielle Schreibung Hong Kong Government Cantonese Romanisation (regierungsinterne amtliche kantonesische Umschrift)
- Kwok-wing Leslie Cheung – Hongkong, inoffizielle Schreibung
- Leslie Cheung Kwok-wing – Hongkong, inoffizielle Schreibung, eine populäre Mischung von chinesischem und westlichem Namen
- Leslie Kwok-wing Cheung – andere Länder (z. B. USA, GB) wird der chinesische Vorname zum Mittelnamen.

In offiziellen Dokumenten und Publikationen kann der Familienname durch Unterstreichung, z. B. Leslie Cheung Kwok Wing bzw. Kapitälchen, also Großschreibung der Kleinbuchstaben, z. B. Leslie CHEUNG Kwok Wing, oder beides zusammen, z. B. Leslie CHEUNG Kwok Wing, hervorgehoben werden, um Verwechslungen zu vermeiden.
Beispielhafte Umschriften zur Romanisierung nach hochchinesischer Aussprache mit dem Namen von Leslie Cheung:
- Zhang, Guorong – VR China, Taiwan, offizielle Schreibung, Hanyu Pinyin (amtliche hochchinesische Umschrift)
- Jang, Gwo-rong – China, inoffizielle Schreibung, Gwoyeu Romatzyh
- Jang, Guo-rung – Taiwan, inoffizielle Schreibung, MPS2
- Jhang, Guo-rong – Taiwan, inoffizielle Schreibung, Tongyong Pinyin
- Chang, Kuo-jung – GB, inoffizielle Schreibung, Wade-Giles
- Jang, Gwo-rung – USA, inoffizielle Schreibung, Yale-Mandarin

## Anrede und andere Aspekte des praktischen Lebens
Der Familienname wird nicht nur im Zusammenspiel mit dem Vornamen zuerst genannt, sondern auch vor die Anrede gestellt. Hätte man Deng Xiaoping also auf Chinesisch als „Herr Deng“ ansprechen wollen, so hätte man dies in der Reihenfolge Deng Herr (鄧先生 / 邓先生,  Dèng xiānsheng) tun müssen. Genauso verhält es sich mit allen anderen substantivischen Anreden. Aus „Lehrer(in) Zhu“ wird Zhū lǎoshī (朱老師 / 朱老师), aus dem „Vorsitzenden Mao“ wird Máo zhǔxí (毛主席).
Etwas anders sieht es mit den beiden adjektivischen Anreden xiao … (小 – „klein, jung; hier: der / die „kumpel(hafte)“ …, „jünger(e)“ …, kleine(r) …“), die man bei großem Altersunterschied von Älteren für Jüngere, wie z. B. für Freunde bzw. Bekannte der eigenen Kinder, verwendet werden, hier z. B. xiao Ming (小明), xiao Ting (小婷). Bei der Anrede lao … (老 – „alt, seit langem existierend; hier: der / die verehrungswürdige(r) …, „altbekannte(r)“ …, „alte(r)“ …, erfahrene(r) …“), die meist nur in Kombination mit dem Nachnamen verwendet wird, wird diese auch vorangestellt, hier z. B. lao Chen (老陳 / 老陈), lao Wang (老王) usw.
Die Anrede nur mit dem Vornamen impliziert einen hohen Grad der Vertraulichkeit und klingt in den meisten Fällen für den Angesprochenen sehr ungewöhnlich. Ein Lehrer würde seinen Schüler nicht lediglich mit dem Vornamen anreden, sondern immer den vollständigen Namen, z. B. Wang Qiang, verwenden. Es ist ebenfalls nicht üblich, dass sich Chinesen untereinander im Geschäftsverkehr mit Vornamen anreden.
Das Geschlecht der Person lässt sich nicht immer an den Vornamen ablesen, es gibt jedoch gewisse Hinweise für den Zeichenkundigen.